# Cour royale de justice

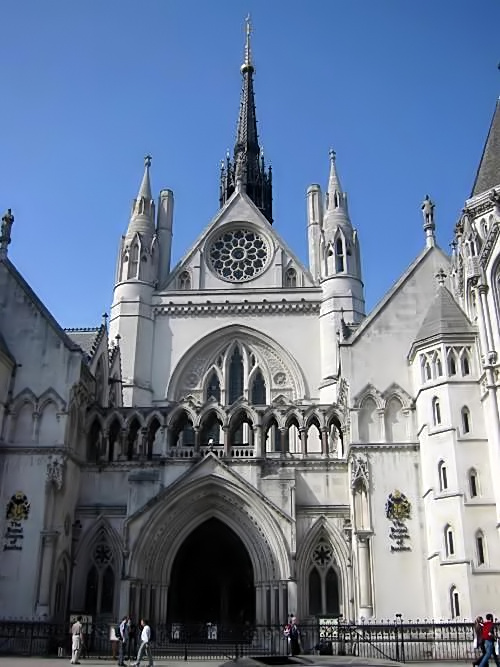
Entrée principale de la Cour royale de justice sur Fleet Street, à proximité de Temple Bar.

La Cour royale de justice du Royaume-Uni (Royal Courts of Justice ou Law Courts en anglais) est un bâtiment londonien abritant la Cour d'appel et la Haute Cour de justice pour l'Angleterre et le pays de Galles. Les audiences sont ouvertes au public, bien que des restrictions puissent être dictées en fonction des cas étant jugés. 
Il ne s'agit pas de la plus haute juridiction du pays, cette distinction revenant à la Cour suprême, qui siège dans le quartier du Parlement, également dans la cité de Westminster.
La Cour royale de justice est l'un des plus grands palais de justice d'Europe. Elle se situe sur le Strand, dans la cité de Westminster, à proximité de la limite avec la City (Temple Bar). Elle est entourée par les quatre Inns of Court, l'église St Clement Danes, la Haute Commission d'Australie, le King's College (Maughan library) et la London School of Economics.
Les stations de métro les plus proches sont celles de Chancery Lane et Temple.
La "Central Criminal Court", également appelée Old Bailey du nom de la rue où elle siège, est à 800 mètres plus à l'est. C'est un tribunal pénal de première instance ("Crown Court Centre"), sans lien direct avec la Cour royale de justice.

## Le bâtiment
L'imposant édifice, situé dans le district londonien de la Cité de Westminster, dû à l'architecte George Edmund Street (1824 – 1881), a été bâti en pierre grise, dans un style néogothique caractéristique du règne de la reine Victoria. Il fut inauguré par cette dernière le 4 décembre 1882.
La construction nécessita la démolition de 450 maisons sur un terrain de 24 000 m2 qui fut acheté 1 453 000 £. Les travaux d'édification de bâtiment, quant à lui, s'élevèrent à  700 000 £, tandis que le coût de mobilier et de la décoration se monta à moins d'un million de livres sterling.
Les dimensions du bâtiment (en chiffres ronds) sont les suivantes : 
- 140 mètres d'est en ouest ;
- 140 mètres du nord au sud ;
- 75 mètres à partir du Strand à la pointe de la flèche.